# Aratika
Aratika ist ein Atoll des Tuamotu-Archipels in Französisch-Polynesien. Das Atoll gehört administrativ zur Gemeinde Fakarava. Aratika liegt 34 km nordöstlich von Kauehi und 47 km nordnordöstlich von Fakarava. Die Form des Atolls ähnelt einem Schmetterling, es erreicht eine Ausdehnung von 20,8 × 10,7 km. Die tiefe, 145 km² große Lagune besitzt zwei schiffbare Zugänge zum Meer.

## Geschichte
Aratika wurde 1722 von Jakob Roggeveen für Europa entdeckt, jedoch ohne dort zu landen. Er nannte die Insel „Carlshoff“.
Das Atoll wurde am 3. September 1839 von Charles Wilkes im Rahmen einer Forschungsexpedition angefahren.
Der bedeutendste Ort der Insel ist Paparara, auf dem Atoll gibt es ein privates Flugfeld, das 1998 eröffnet wurde. Aratika wurde von der Fourcade-Company gekauft.